# Mirosław Piotrowski (homme politique)
Mirosław Mariusz Piotrowski, né le 9 janvier 1966 à Zielona Góra, est un historien et homme politique polonais.
Membre du parlement européen de 2004 à 2019, il est candidat malheureux à l'élection présidentielle polonaise de 2020, où il recueille 21 065 voix, soit 0,11 % des suffrages exprimés.